# Vuelta a Murcia 2022
La 42.ª edición de la clásica ciclista Vuelta a Murcia fue una carrera en España celebrada el 12 de febrero de 2022 con inicio en la ciudad de Fortuna y final en la ciudad de Puerto de Cartagena sobre un recorrido de 183,2 kilómetros.
La carrera formó parte del UCI Europe Tour 2022, calendario ciclístico de los Circuitos Continentales UCI, dentro de la categoría 1.1 y fue ganada por el italiano Alessandro Covi del UAE Emirates. Completaron el podio, como segundo y tercer clasificado respectivamente, el también italiano Matteo Trentin del mismo equipo y el francés Matis Louvel del Arkéa Samsic.

## Equipos participantes
Tomaron parte en la carrera 20 equipos: 7 de categoría UCI WorldTeam, 11 de categoría UCI ProTeam y 2 de categoría Continental. Formaron así un pelotón de 134 ciclistas de los que acabaron 113. Los equipos participantes fueron:
| WorldTeams (7)- EF Education-EasyPost - Movistar Team - Astana Qazaqstan Team - UAE Team Emirates - Bora-Hansgrohe - Cofidis - Intermarché-Wanty-Gobert Matériaux ProTeams (11)- Human Powered Health - Eolo-Kometa - Sport Vlaanderen-Baloise - Burgos-BH - Euskaltel-Euskadi - B&B Hotels-KTM - Equipo Kern Pharma - Drone Hopper-Androni Giocattoli - Caja Rural-Seguros RGA - Arkéa-Samsic - Bingoal Pauwels Sauces WB Equipos continentales (2)- Electro Hiper Europa-Caldas - Manuela Fundación Continental |
| |

## Clasificación final
- La clasificación finalizó de la siguiente forma:[3]

| \| Clasificación general \| Clasificación general \| Clasificación general \| Clasificación general \| Clasificación general \| \| Ciclista \| Ciclista \| Equipo \| Tiempo \| \| \| --------------------- \| --------------------- \| ---------------------------------- \| --------------------- \| --------------------- \| \| 1.º \| Alessandro Covi \| UAE Team Emirates \| 4 h 34 min 50 s \| \| \| 2.º \| Matteo Trentin \| UAE Team Emirates \| + 1 s \| \| \| 3.º \| Matis Louvel \| Arkéa-Samsic \| + 1 s \| \| \| 4.º \| Jonas Koch \| Bora-Hansgrohe \| + 1 s \| \| \| 5.º \| Loïc Vliegen \| Intermarché-Wanty-Gobert Matériaux \| + 1 s \| \| \| 6.º \| Orluis Aular \| Caja Rural-Seguros RGA \| + 1 s \| \| \| 7.º \| Warren Barguil \| Arkéa-Samsic \| + 1 s \| \| \| 8.º \| Thibault Ferasse \| B&B Hotels-KTM \| + 1 s \| \| \| 9.º \| Jesús Ezquerra \| Burgos-BH \| + 1 s \| \| \| 10.º \| Marco Tizza \| Bingoal Pauwels Sauces WB \| + 1 s \| \| |                  |                                    |                 |
| |                  |                                    |                 |
| Fuente: ProCyclingStats |                  |                                    |                 |
| Clasificación general |                  |                                    |                 |
| Ciclista | Ciclista         | Equipo                             | Tiempo          |
| 1.º | Alessandro Covi  | UAE Team Emirates                  | 4 h 34 min 50 s |
| 2.º | Matteo Trentin   | UAE Team Emirates                  | + 1 s           |
| 3.º | Matis Louvel     | Arkéa-Samsic                       | + 1 s           |
| 4.º | Jonas Koch       | Bora-Hansgrohe                     | + 1 s           |
| 5.º | Loïc Vliegen     | Intermarché-Wanty-Gobert Matériaux | + 1 s           |
| 6.º | Orluis Aular     | Caja Rural-Seguros RGA             | + 1 s           |
| 7.º | Warren Barguil   | Arkéa-Samsic                       | + 1 s           |
| 8.º | Thibault Ferasse | B&B Hotels-KTM                     | + 1 s           |
| 9.º | Jesús Ezquerra   | Burgos-BH                          | + 1 s           |
| 10.º | Marco Tizza      | Bingoal Pauwels Sauces WB          | + 1 s           |

## UCI World Ranking
La Vuelta a Murcia otorgó puntos para el UCI World Ranking para corredores de los equipos en las categorías UCI WorldTeam, UCI ProTeam y Continental. Las siguientes tablas son el baremo de puntuación y los diez corredores que obtuvieron más puntos:
| Posición   | 1.º | 2.º | 3.º | 4.º | 5.º | 6.º | 7.º | 8.º | 9.º | 10.º | 11.º | 12.º | 13.º-15.º | 16.º-25.º |
| Puntuación | 125 | 85  | 70  | 60  | 50  | 40  | 35  | 30  | 25  | 20   | 15   | 10   | 5         | 3         |

| Clasificación |                  |                                    |        |
| Posición      | Ciclista         | Equipo                             | Puntos |
| ------------- | ---------------- | ---------------------------------- | ------ |
| 1.º           | Alessandro Covi  | UAE Emirates                       | 125    |
| 2.º           | Matteo Trentin   | UAE Emirates                       | 85     |
| 3.º           | Matis Louvel     | Arkéa Samsic                       | 70     |
| 4.º           | Jonas Koch       | Bora-Hansgrohe                     | 60     |
| 5.º           | Loïc Vliegen     | Intermarché-Wanty-Gobert Matériaux | 50     |
| 6.º           | Orluis Aular     | Caja Rural-Seguros RGA             | 40     |
| 7.º           | Warren Barguil   | Arkéa Samsic                       | 35     |
| 8.º           | Thibault Ferasse | B&B Hotels-KTM                     | 30     |
| 9.º           | Jesús Ezquerra   | Burgos-BH                          | 25     |
| 10.º          | Marco Tizza      | Bingoal Pauwels Sauces WB          | 20     |